# Bahía de Zea

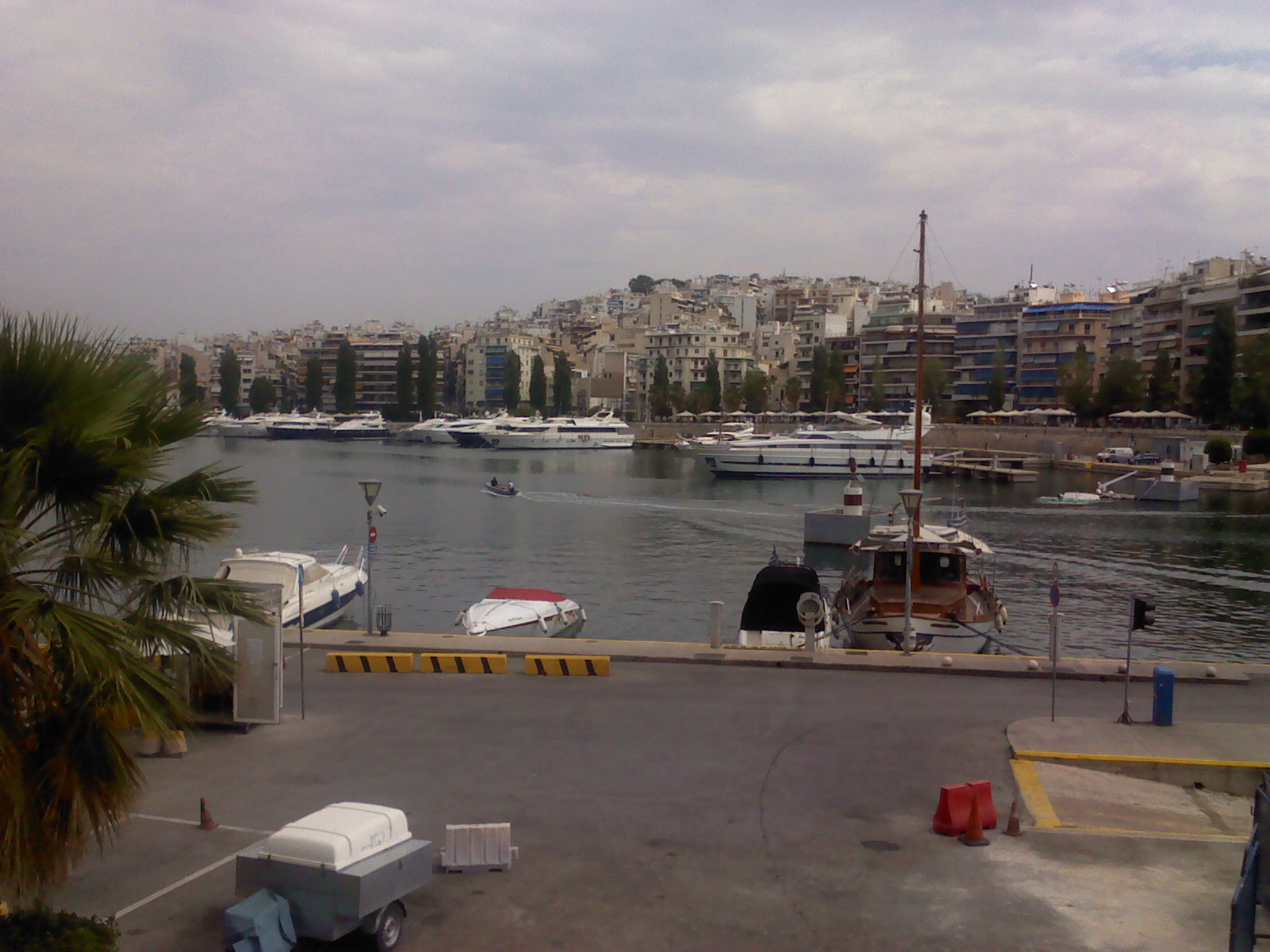
Bahía de Zea

La bahía de Zea, (en griego: Λιμένας Ζέας, romanizado: Liménas Zéas Πασαλιμάνι) conocida desde los tiempos de la Grecia otomana como Paşalimanı «puerto del bajá» (Πασαλιμάνι) es el segundo puerto más grande y bahía localizada en la costa este de la península de El Pireo en Grecia.
En la antigua Grecia, era el mayor de los tres puertos navales de Atenas, junto con Muniquia y Cántaros, el principal puerto de la ciudad actual. Zea también era el puerto más grande de la Grecia clásica en general, ya que albergaba más zonas de mantenimiento de barcos que los otros
Fue el lugar dónde se llevaron a cabo las competencias de natación en los juegos olímpicos de 1896. Actualmente un puerto marino y uno deportivo están localizados en la bahía de Zea. 

## El puerto antiguo: puerto de guerra

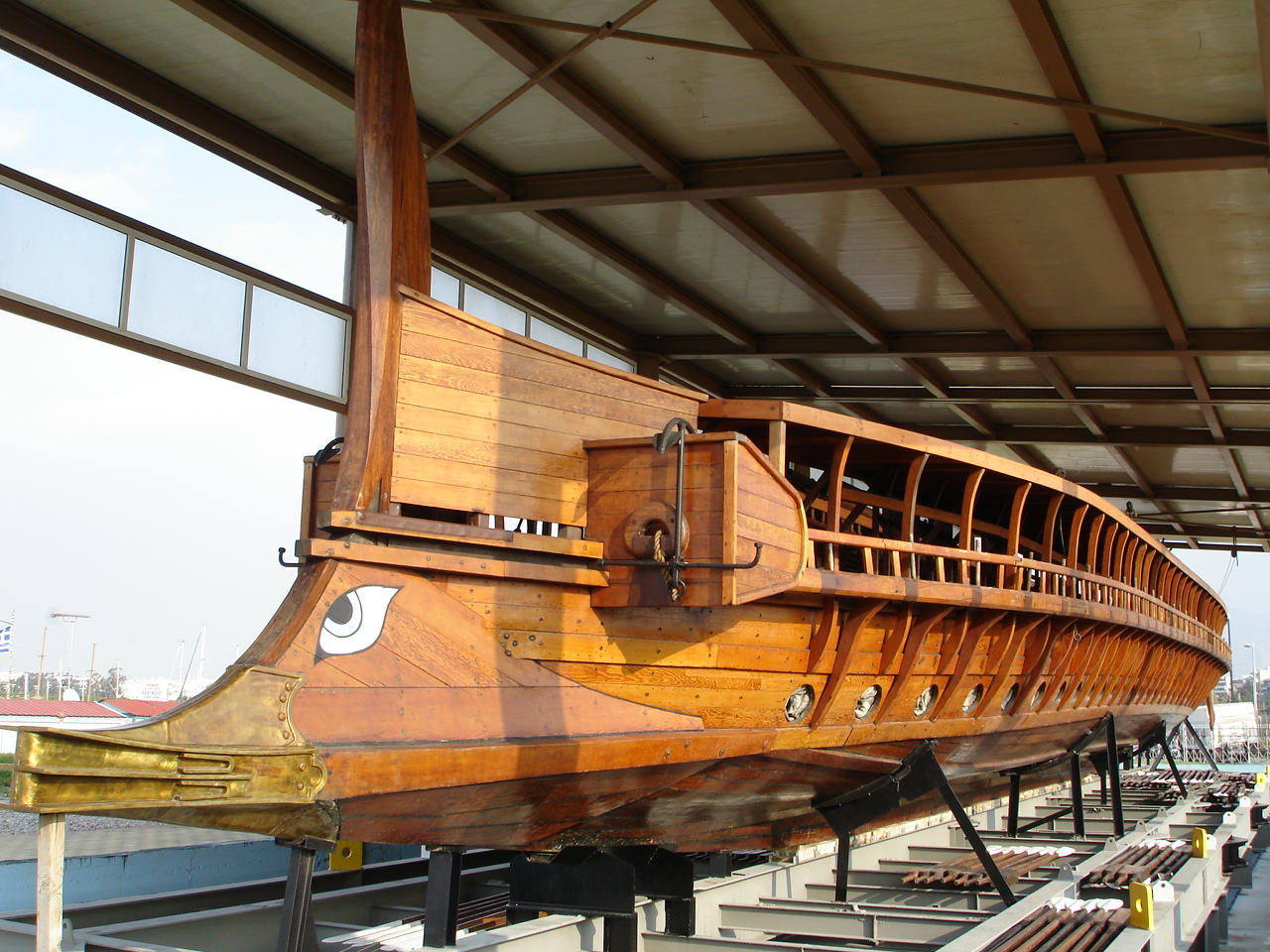
Réplica del antiguo trirreme Olympias.

Mapa del antiguo Pireo. El puerto de Zea corresponde a la letra C en rojo.

De los tres principales puertos naturales de El Pireo (Muniquia, Zea y Cántaros), históricamente parece que el segundo fue el que acogió a los primeros trabajadores, bajo el mando de Temístocles, para la construcción de sus grandiosas obras portuarias. Así, mientras que el puerto de Cántaros se dedicaba principalmente a actividades comerciales, los puertos de Zea y Muniquia se dedicaban por completo a las necesidades navales de Atenas. Estos últimos fueron preferidos al gran puerto, por la mayor seguridad que ofrece la colina de Muniquia que los domina.
Era el puerto principal de la flota de trirremes ateniense y se dice que contaba con un total de 196 atraques para buques de guerra. Los refugios para un solo barco medían unos 50 metros de largo, 6 metros de ancho y 8 metros de alto. Algunos estaban diseñados para dos barcos. Zea también contaba con un gran almacén(Arsenal naval (Antigua Atenas)|skeuothēkē) para guardar velas y cuerdas. Su arquitecto fue Filón.

## Excavaciones
La región de Zea ha despertado el interés de los arqueólogos. El Proyecto del Puerto de Zea es una excavación arqueológica conjunta greco-danesa que comenzó en Grecia en 2002 bajo la dirección del Dr. Bjørn Lovén, investigador asociado del Programa de Arqueología Marítima de la Universidad del Sur de Dinamarca. El proyecto tenía como objetivo excavar y estudiar las antiguas bases navales atenienses y sus fortificacione, así como el hallazgo de la flota ateniense de trirremes, que se creía ubicada en los antiguos puertos de Zea y Muniquia, Actualmente se encuentra en el Ática. Las últimas excavaciones tuvieron lugar en 2012.